# Repenter Kanal
Der Repenter Kanal (nach der Siedlung Repente nördlich des Kanals) in Brandenburg verbindet über eine Länge von etwa 2 km den Zootzensee mit dem Großen Zechliner See bei Flecken Zechlin. Er wurde im 19. Jahrhundert gebaut und ist ein Teil des Rheinsberger Seengebiets.
Koordinaten: 53° 9′ 1″ N, 12° 49′ 18″ O